# Богоявленский, Юрий Константинович
Юрий Константинович Богоявленский (1925—1999) — советский учёный и педагог, паразитолог и гельминтолог, доктор биологических наук, профессор, член-корреспондент АМН СССР (1991), участник Великой Отечественной войны. Один из создателей отечественной научной школы в области гельминтологии.

## Биография
Родился 8 мая 1925 года в Москве, в семье молодого учёного Константина Сергеевича Богоявленского и его супруги Веры Сергеевны, урождённой Шестаковой (1903—1928). Его предки происходят из заслуженных семей: дед по отцу Сергей Константинович Богоявленский  — профессор-историк, археолог, по матери — Сергей Сергеевич Шестаков, главный инженер Москвы.  Когда мальчику было три года, умерла его мать. 
В 1935 году Константин Сергеевич возглавил кафедру гистологии во вновь созданном Курском медицинском институте, и мальчик до войны жил и учился в Курске. Был эвакуирован вместе с сотрудниками института в Алма-Ату, оттуда 14 февраля 1943 г. был призван в Красную армию.
Прошёл обучение в пехотном училище, затем был переведён в Серпуховскую авиационную школу (г. Кызыл-Орда), которую закончил с отличием и получил специальность авиационного механика. С 1944-го по 1946 гг. служил авиамехаником 164-й Центральной авиабазы г. Кёнигсберга.
Демобилизован в апреле 1947 года. Получил воинское звание старшего лейтенанта.
С 1947 по 1952 год обучался на биолого-почвенном факультете Московского государственного университета, а с 1952 по 1955 год — в аспирантуре Института эволюционной морфологии и экологии животных АН СССР; был учеником академика К. И. Скрябина.
С 1955 по 1969 год — на научной работе в Лаборатории гельминтологии АН СССР в качестве младшего и старшего научного сотрудника. С 1969 по 1999 год — на педагогической работе в 1-м Московском медицинском институте (Московской медицинской академии) имени И. М. Сеченова в должностях профессора с 1969 по 1973 и с 1990 по 1999 год, а с 1973 по 1990 год — заведующего кафедры биологии и генетики.

### Научно-педагогическая деятельность
Основная научно-педагогическая деятельность Ю. К. Богоявленского была связана с вопросами в области паразитологии и гельминтологии, проблем лечения гельминтозов, функционирования гистохимии и микроморфологии гельминтов. Ю. К. Богоявленским был внесён весомый вклад в разработку новых химиотерапевтических препаратов с антигельминтным воздействием.
В 1955 году защитил диссертацию на соискание учёной степени кандидата биологических наук по теме «Трансплантация лимфатических узлов белых крыс и кроликов», в 1969 году — доктора биологических наук по теме «Микроморфологическое исследование покровных тканей и соматической мускулатуры паразитических нематод», в 1970 году ему была присвоена учёное звание "профессор". 
В 1991 году он был избран член-корреспондентом АМН СССР. Под руководством Ю. К. Богоявленского было написано около двести научных работ, в том числе монографий.
Скончался 8 декабря 1999 года в Москве, похоронен на Введенском кладбище (уч. № 11).